# Arany sárfehér
De Arany sárfehér is een witte druivensoort uit Hongarije.

## Geschiedenis
Arany sárfehér betekent letterlijk gouden witte modder, naar de grond waarop deze druif groeit. De vroegere naam Izsaki sárfehér verwijst naar de vermoedelijke oorsprong, het kleine plaatsje Izsák.

## Kenmerken
De bloei is laat en daardoor vindt de oogst ook pas begin oktober plaats. De plant geeft grote trossen met druiven van gemiddelde grootte. Deze druif is resistent tegen meeldauw, maar kan zeer slecht tegen te droge grond. In löss grond voelt het zich zeer thuis. Een hoge zuurgraad gaat gepaard met een laag alcohol-percentage. Dit is de reden dat deze wijn vaak wordt gemengd om frisheid toe te voegen of voor de productie van mousserende wijn.

## Gebieden
Deze variëteit komt vooral voor in Kunság en in mindere mate in Hajós-Baja in de regio Alföld in zuidelijk Hongarije. Het plaatsje Izsák is het meest bekend om zijn Izsáki sárfehér wijn. De productie vindt plaats op ongeveer 1.600 hectare.

## Synoniemen[1]
- Alfölditraube Weiss
- Dinka Fehér
- Fehér Dinka
- Fehér Kadarka
- Fehér Muskotaly
- Fehérkadarka
- Huszar Dinka

- Huszarszölö
- Ijáki
- Izákisárfehér
- Izsáki
- Izsáki Fehér
- Izsáki Sárfehér
- Nemet Dinka

- Nemetdinka
- Nemetszölö
- Nyirok	Sárfehér
- Sárfehér Szagos
- Sperlin
- Spirlin
- Svab Dinka

- Szagos
- Szökeszölö
- Üveges
- Üvegzölö
- Vekonyheju
- Vekonyheju Zöldfehér